# 世界电信和信息社会日
每年的5月17日是世界电信和信息社会日（英語：World Telecommunication and Information Society Day），2006年11月在土耳其安塔利亚召开的国际电信联盟全权代表大会做出决定，将原世界电信日和世界信息社会日一并举办。

## 历史

### 世界电信日
1865年5月17日，20多个国家在法国巴黎签署《国际电报公约》，并宣布国际电报联盟成立。后来由于无线电及电话等技术的迅猛发展，国际电报联盟在1932年改名为国际电信联盟。
1968年国际电信联盟第23届行政理事会上决定，为纪念国际电信联盟建立，强调电信在国民经济发展和大众生活中的作用，特将该组织成立日5月17日定为世界电信日，1969年开始施行；每到5月17日，各个成员国应该围绕该组织制定的当年主题开展纪念活动。

### 世界信息社会日
5月17日本是国际电信联盟设立的世界电信日。由于世界各国意识到信息技术在全球日益广泛普及，于2003年日内瓦和2005年突尼斯分两阶段举行的“信息社会世界首脑会议”提议设立世界信息社会日，并在2006年3月联合国大会上獲第60/252决议通过，该主题日正式设立。由于国际电报联盟在信息事业做出的贡献，特将信息社会日与世界电信日选在同一天。
2006年5月17日，联合国秘书长科菲·安南发表文告，纪念首个世界信息社会日。
世界信息社会日的设立，令许多正在筹备世界电信日的国家临时改变活动名称和主题：例如2006年中华人民共和国信息产业部发出通知，拟于本年5月17日主办的世界电信日纪念大会临时将名称改为“第38届世界电信日暨首届世界信息社会日纪念大会”。

### 世界电信和信息社会日
2006年11月，国际电信联盟把世界电信日和世界信息社会日合并为世界电信和信息社会日。

## 历年主题
- 1969年 电联的作用及其活动
- 1970年 电信与培训
- 1971年 太空与电信
- 1972年 世界电信网
- 1973年 国际合作
- 1974年 电信与运输
- 1975年 电信与气象
- 1976年 电信与信息
- 1977年 电信与发展
- 1978年 无线电通信
- 1979年 电信为人类服务
- 1980年 农村电信
- 1981年 电信与卫生
- 1982年 国际合作
- 1983年 一个世界，一个网路
- 1984年 电信：广阔的视野
- 1985年 电信有利于发展
- 1986年 前进中的伙伴
- 1987年 电信为各国服务
- 1988年 电子时代的技术知识传播
- 1989年 国际合作
- 1990年 电信与工业发展
- 1991年 电信与人类的安全
- 1992年 电信与空间：新天地
- 1993年 电信和人类发展
- 1994年 电信与文化
- 1995年 电信与环境
- 1996年 电信与体育
- 1997年 电信与人道主义援助
- 1998年 电信贸易
- 1999年 电子商务
- 2000年 移动通信
- 2001年 互联网：挑战、机遇与前景
- 2002年 帮助人们跨越数字鸿沟
- 2003年 帮助全人类沟通
- 2004年 信息通信技术：实现可持续发展的途径
- 2005年 行动起来，创建公平的信息社会
- 2006年 推进全球网络安全
- 2007年 让信息通信技术惠及下一代
- 2008年 让信息通信技术惠及残疾人，让所有人享有ICT机遇
- 2009年 保障儿童网上安全
- 2010年 信息通信技术让城市生活更美好
- 2011年 信息通信技术让农村生活更美好
- 2012年 信息通信与女性
- 2013年 信息通信技术与改善道路安全
- 2014年 宽带促进可持续发展
- 2015年 电信与信息通信技术：创新的驱动力
- 2016年 提倡ICT创业精神，扩大社会影响
- 2017年 发展大数据，扩大影响力
- 2018年 推动人工智能的正当使用，造福全人类
- 2019年 缩小标准化差距
- 2020年 连通目标2030：利用ICT促进可持续发展目标的实现
- 2021年 在充满挑战的时代加速数字化转型
- 2022年 面向老年人和实现健康老龄化的数字技术
- 2024年 数字创新促进可持续发展[2]